# Yarrow Stadium
O Yarrow Stadium é um estádio localizado na cidade de New Plymouth, na Nova Zelândia. Foi inaugurado em 1931, passando por reformas em 1947 e 2002, tem capacidade para 30 mil pessoas, costuma receber jogos de rugby dos times Chiefs e Hurricanes.